# Wu Changshuo
Wu Changshuo, en chinois: 吳昌碩, en mandarin Wu Changshuo, en shanghaïen Wu Tsanzaq (12 septembre 1844 à Anji (district administratif de la province du Zhejiang en Chine - 29 novembre 1927 à Shanghai), un grand maître chinois de la gravure de sceau et un peintre. 
Il a également pour noms de pinceau : Foulao et Fou Daoren.

## Biographie
Célèbre calligraphe et peintre, Wu Junqing fait partie de ce groupe de peintres lettrés qui, dans la Chine du XIXe siècle, prennent comme modèles les grands individualistes du XVIIe siècle que sont Bada Shanren et Shitao. Élevé dans une famille confucéenne  de culture, il se familiarise très tôt avec les classiques. En 1861, il doit fuir vers le Nord avec son père, devant les troubles de la guerre civile. Il y reste cinq ans et, à son retour ayant tout perdu, prend un modeste poste dans l'administration, poste qu'il garde sa vie durant, n'ayant d'autre ambition que de vivre simplement.

## Parcours artistique
Graveur de sceaux dès sa jeunesse, l'écriture sigillaire (shigu: écriture en forme de tambour) est pour lui une véritable révélation; cette calligraphie, qui remonte à la plus haute antiquité, à ce que l'on appelle l'école des Stèles, présente de remarquables qualités plastiques par son rythme et sa vigueur et la pierre qui lui sert de support oblige à une certaine stylisation des traits et à une grande régularité dans le graphisme. Le parfum archaïque de ce style imprègne la calligraphie dynamique de Wu et cette élégance vigoureuse se retrouve dans ses peintures de fleurs et de plantes. Il vient d'ailleurs tard à la peinture, et sa rencontre avec le peintre Ren Bonian, de dix ans son aîné, est déterminante pour lui. Sur les conseils de celui-ci, il se met désormais à écrire ses peintures, dans des compositions denses, aux couleurs nuancées et s'il rejoint la fantaisie des Huit Excentiques de Yangzhou, de Zhang Xie notamment, il reste toutefois plus réservé et plus structuré. La pureté de son jeu d'encre et la spontanéité de sa ligne parviennent à évoquer l'essence même de la vie des plantes.

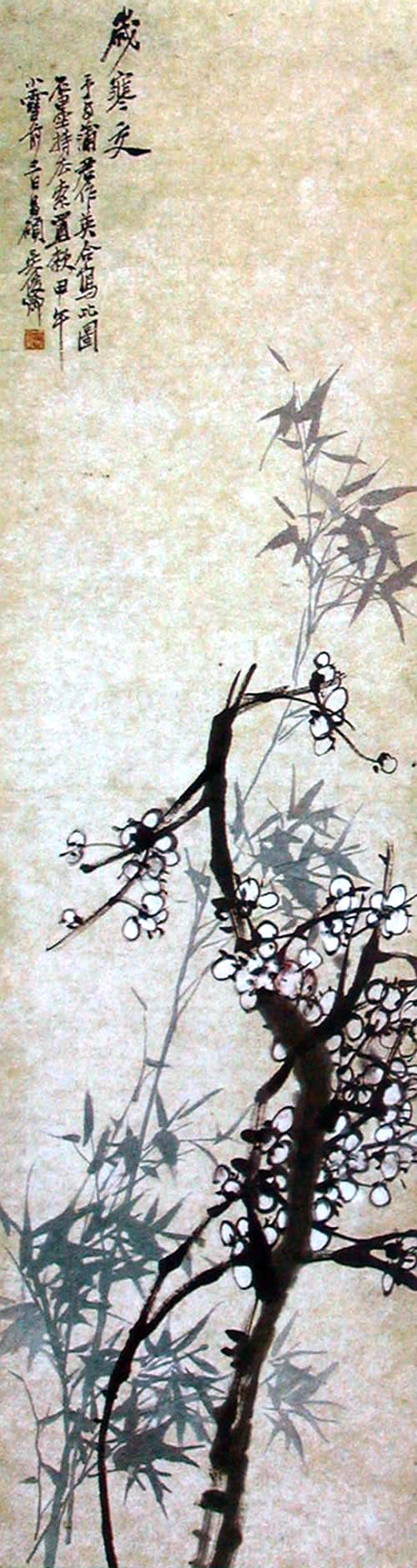
岁寒交图
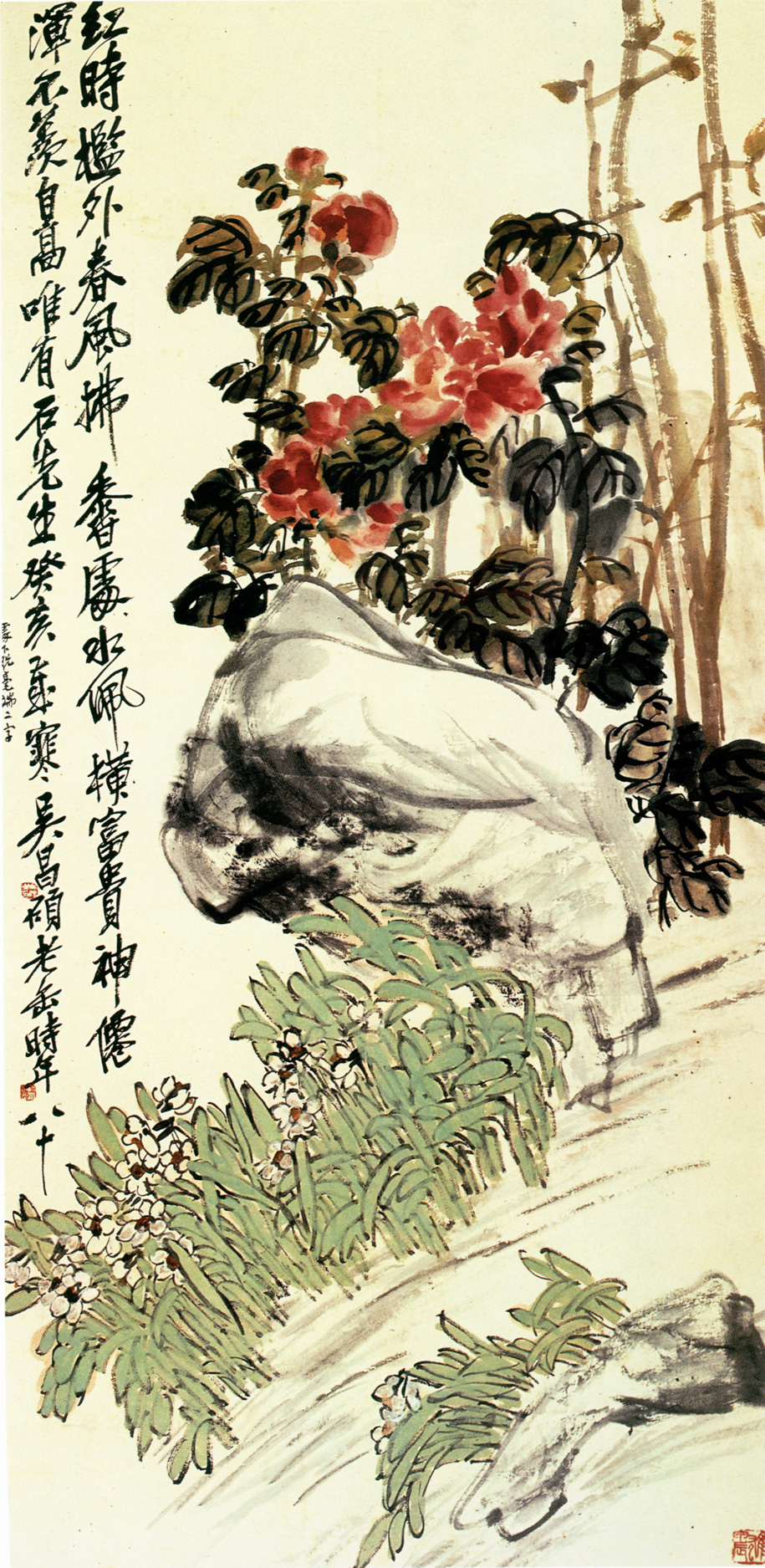
牡丹水仙图